# Fórmula TT
La Fórmula TT (en anglès, Formula TT) va ser una categoria de competició de motociclisme de velocitat que estigué vigent entre el 1977 i el 1990 i per a la qual s'instaurà un Campionat del Món oficial (anomenat de vegades World Cup) sota el paraigua de la FIM. La Fórmula TT admetia tres classes de cilindrades de motor, dividides en motors de dos i de quatre temps.

## Història

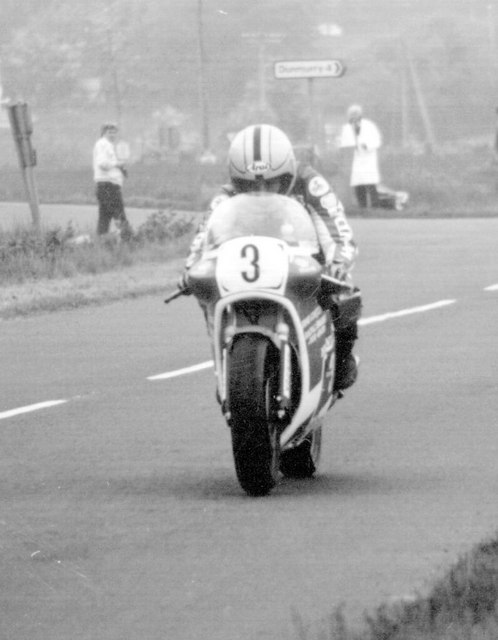
Joey Dunlop, 5 vegades Campió del Món de F1, al GP de l'Ulster de 1982

De 1949 a 1976, el TT de l'Illa de Man va formar part del mundial de motociclisme actuant com a Gran Premi de Gran Bretanya. La prova va esdevenir cada cop més qüestionada a causa dels problemes de seguretat malgrat els esforços de l'ACU per a mantenir el seu estatus de Gran Premi. Quan l'italià Gilberto Parlotti s'hi va morir el 1972, el seu íntim amic i vigent campió del món Giacomo Agostini va anunciar que mai més no tornaria a córrer a l'illa de Man. Més pilots es van anar unint al boicot d'Agostini i arribats a la temporada de 1976, dels pilots habituals del mundial només n'hi va participar un grapat. Poc després del TT de 1976, la FIM va fer l'anunci tan esperat que el TT, al seu moment la cursa més prestigiosa del calendari del mundial, seria desposseït del seu estatus de Gran Premi puntuable. A partir de 1977, el Gran Premi de Gran Bretanya es va traslladar a Silverstone.
Els directius esportius del TT van treballar conjuntament amb l'ACU per tal d'establir una nova fórmula que inclogués les curses a l'Illa de Man. Com a resultat d'aquesta col·laboració, va néixer la Fórmula TT, que es va estrenar el mateix 1977 al TT de l'illa de Man i per a la qual la FIM va crear un Campionat del món. La nova fórmula se subdividia en tres categories en funció del motor de les motocicletes: Fórmula I (TTF1) -la més prestigiosa-, Fórmula II (TTF2) i Fórmula III (TTF3).
Durant els dos primers anys del Campionat del Món de Fórmula TT (1977-1978), l'única prova del calendari era el TT de l'illa de Man. El 1979 s'hi va afegir una segona cursa, el Gran Premi de l'Ulster, al circuit de Dundrod. A partir de 1982 es va abandonar la Fórmula III i es van anar afegint curses anualment. Durant les quatre darreres temporades del campionat (1987-1990), només es van disputar curses de Fórmula I.
El 1988, la FIM va instaurar un campionat rival amb reglamentacions semblants, el Campionat del Món de Superbike, el qual va esdevenir popular i comercialment reeixit, motiu pel qual en acabar la temporada de 1990, el campionat de Fórmula TT es va cancel·lar.

## Fórmules dels motors

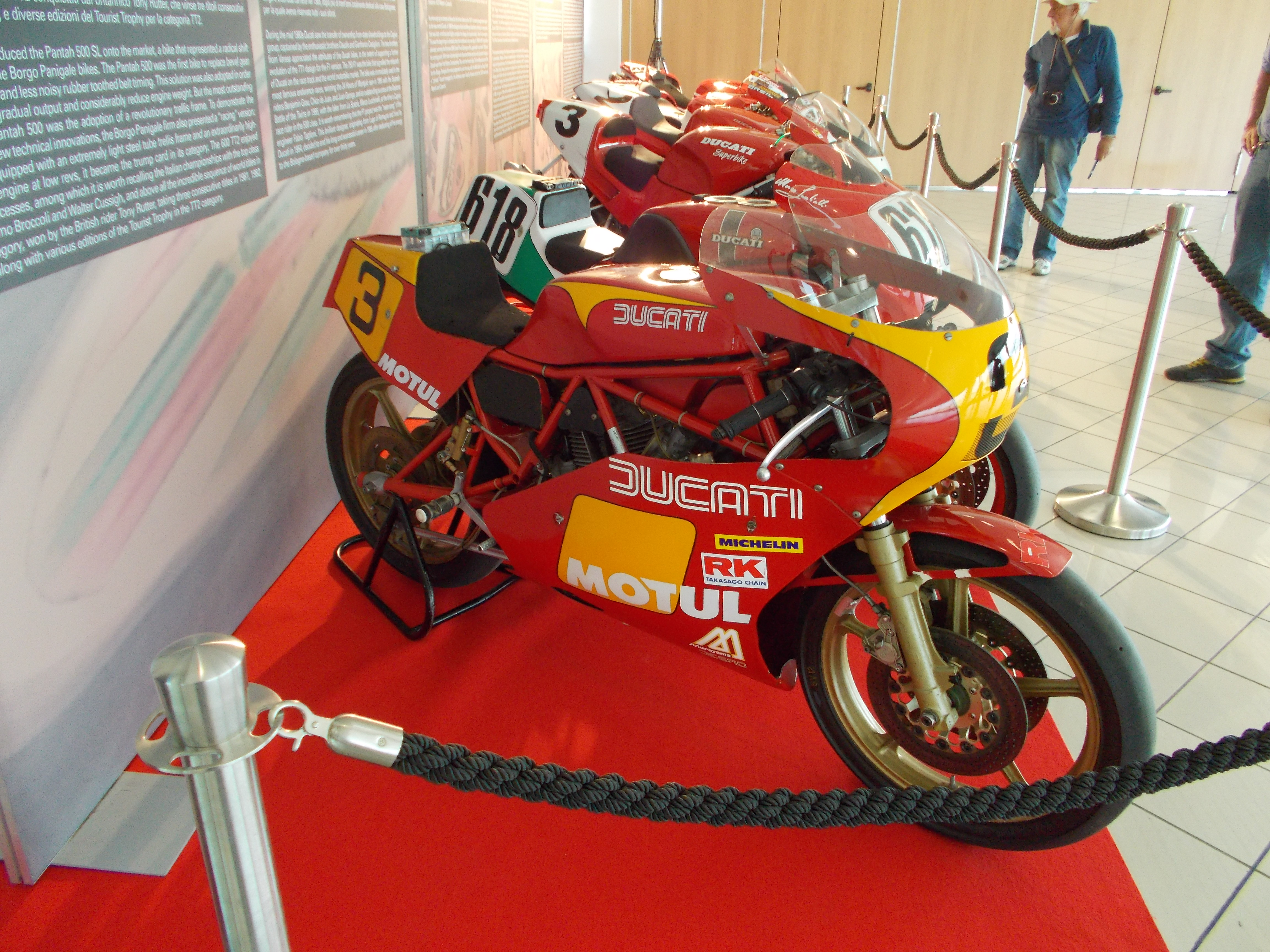
Una Ducati 600 TT2 de 1980

La Fórmula TT es dividia en tres categories en funció de la cilindrada i tipus de  motor de les motocicletes, que podien ser tant de quatre temps (4T) com de dos (2T).
| Fórmula     | Acrònim        | Motors de 4T     | Motors de 2T    |
| ----------- | -------------- | ---------------- | --------------- |
| Fórmula I   | TTF1, TT1 o F1 | de 600 a 1000 cc | de 350 a 500 cc |
| Fórmula II  | TTF2, TT2 o F2 | de 400 a 600 cc  | de 250 a 350 cc |
| Fórmula III | TTF3, TT3 o F3 | de 200 a 400 cc  | de 125 a 250 cc |

1. ↑  de 600 a 750 cc a partir de 1984.

## Historial del campionat
| Edició | Any  | Curses | Circuits | TTF1 | TTF2 | TTF3 |
| ------ | ---- | ------ | --- | ---- | ---- | ---- |
| I      | 1977 | 1      | TT de l'Illa de Man | 1    | 1    | 1    |
| II     | 1978 | 1      | TT de l'Illa de Man | 1    | 1    | 1    |
| III    | 1979 | 2      | TT de l'Illa de Man GP de l'Ulster (Dundrod) | 1    | 1    | 1    |
| IV     | 1980 | 2      | TT de l'Illa de Man GP de l'Ulster (Dundrod) | 1    | 1    | 1    |
| V      | 1981 | 2      | TT de l'Illa de Man GP de l'Ulster (Dundrod) | 1    | 1    | 1    |
| VI     | 1982 | 3      | TT de l'Illa de Man Vila Real (Portugal) GP de l'Ulster (Dundrod) | 1    | 1    | 2    |
| VII    | 1983 | 4      | TT de l'Illa de Man TTF1: Dutch TT (Assen) GP de l'Ulster (Dundrod) TTF2: Assen (segona cursa al circuit) | 1    | 1    | 2    |
| VIII   | 1984 | 6      | TTF1-TTF2: TT de l'Illa de Man TTF1: Dutch TT (Assen) TTF1-TTF2: Vila Real (Portugal) TTF1-TTF2: GP de l'Ulster (Dundrod) TTF2: Brno (Txecoslovàquia) TTF1: Zolder (Bèlgica)                                                             | 1    | 1    | 2    |
| IX     | 1985 | 6      | TTF1-TTF2: TT de l'Illa de Man TTF1: Dutch TT (Assen) TTF1-TTF2: Vila Real (Portugal) TTF1-TTF2: Montjuïc (Catalunya) TTF1-TTF2: GP de l'Ulster (Dundrod) TTF1: Hockenheimring (Alemanya)                                                | 1    | 1    | 2    |
| X      | 1986 | 8      | TTF1: GP de San Marino (Misano) TTF1: Hockenheimring (Alemanya) TTF1-TTF2: TT de l'Illa de Man TTF1: Dutch TT (Assen) TTF1-TTF2: Jerez (Espanya) TTF1: Vila Real (Portugal) TTF1: Imatra (Finlàndia) TTF1-TTF2: GP de l'Ulster (Dundrod) | 1    | 1    | 2    |
| XI     | 1987 | 7      | Misano (Itàlia) Hungaroring (Hongria) TT de l'Illa de Man Dutch TT (Assen) Sugo (Japó) Hockenheimring (Alemanya) Donington Park (Anglaterra)[9]                                                                                          | 1    | 2    | 2    |
| XII    | 1988 | 8      | Sugo (Japó) TT de l'Illa de Man Dutch TT (Assen) Vila Real (Portugal) Kouvola (Finlàndia) Dundrod (Ulster) Pergusa (Itàlia) Donington Park (Anglaterra)[10]                                                                              | 1    | 2    | 2    |
| XIII   | 1989 | 6      | Sugo (Japó) TT de l'Illa de Man Dutch TT (Assen) Vila Real (Portugal) Kouvola (Finlàndia) Dundrod (Ulster)[11] | 1    | 2    | 2    |
| XIV    | 1990 | 5      | Sugo (Japó) TT de l'Illa de Man Vila Real (Portugal) Kouvola (Finlàndia) Dundrod (Ulster)[12] | 1    | 2    | 2    |

## Llista de campions
Font:
| Any  | Fórmula III          | Fórmula II                | Fórmula I                 |
| ---- | -------------------- | ------------------------- | ------------------------- |
| 1977 | John Kidson (Honda)  | Alan Jackson jr. (Honda)  | Phil Read (Honda)         |
| 1978 | Bill Smith (Honda)   | Alan Jackson jr. (Honda)  | Mike Hailwood (Ducati)    |
| 1979 | Barry Smith (Yamaha) | Alan Jackson jr. (Honda)  | Ron Haslam (Honda)        |
| 1980 | Ron Haslam (Honda)   | Charlie Williams (Yamaha) | Graeme Crosby (Suzuki)    |
| 1981 | Barry Smith (Yamaha) | Tony Rutter (Ducati)      | Graeme Crosby (Suzuki)    |
| 1982 |                      | Tony Rutter (Ducati)      | Joey Dunlop (Honda)       |
| 1983 |                      | Tony Rutter (Ducati)      | Joey Dunlop (Honda)       |
| 1984 |                      | Tony Rutter (Ducati)      | Joey Dunlop (Honda)       |
| 1985 |                      | Brian Reid (Yamaha)       | Joey Dunlop (Honda)       |
| 1986 |                      | Brian Reid (Yamaha)       | Joey Dunlop (Honda)       |
| 1987 |                      |                           | Virginio Ferrari (Bimota) |
| 1988 |                      |                           | Carl Fogarty (Honda)      |
| 1989 |                      |                           | Carl Fogarty (Honda)      |
| 1990 |                      |                           | Carl Fogarty (Honda)      |